# Melica turczaninowiana
Melica turczaninowiana är en gräsart som beskrevs av Jisaburo Ohwi. Melica turczaninowiana ingår i släktet slokar, och familjen gräs. Inga underarter finns listade i Catalogue of Life.